# Guildford Civic Hall
Die Guildford Civic Hall war eine Konzert- und Unterhaltungsstätte in Guildford, Surrey.
Das Gebäude, welches hauptsächlich Konzerte und Kunstausstellungen beherbergte, eröffnete im Jahr 1962 mit einer maximalen Zuschauerkapazität von 1700 Besuchern bei Musikveranstaltungen. International bekannte Künstler wie Eric Clapton und Mark Knopfler traten hier schon auf.
Im Januar 2004 wurde die Halle geschlossen und abgerissen. Bis zum Jahr 2010 wurde ein neues Konzertgebäude mit Kosten in Höhe von 26 Millionen Pfund geplant, dass im September 2011 als G Live eröffnet wurde.